# Hojas al Viento
Hojas al viento fue una telenovela colombiana producida por Jorge Barón Televisión en 1988. Se transmitía de lunes a viernes a las 11:30 a. m. por la Cadena 2 de Inravisión.

## Sinopsis
La vida de una opulenta familia, encabezada por un empresario solitario, quien tiene una malvada sobrina. Su hombre de confianza termina enamorado de ella, pero todo se complica cuando una buena e inteligente muchacha secretaria personal del millonario también se enamora del apuesto ejecutivo, conformando un trío amoroso, a su vez que se desatan varias intrigas, maldades, en medio de secretos y amores.

## Elenco
- Nórida Rodríguez
- Luis Fernando Montoya
- Nelly Moreno- Vicky Segovia
- Lucero Galindo
- Camilo Medina
- María Eugenia Dávila
- Patricia Grisales
- Gloria Zapata
- Sebastian Ospina
- Alejandro Buenaventura
- Julio Sánchez Cóccaro
- Victor Hugo Ruiz
- Yuli Pedraza
- Javier Saenz
- Guillermo Quiroga
- María Fernanda Martínez
- Germán Rojas
- Talú Quintero